# Piotr Maksimienko
Piotr Jakowlewicz Maksimienko (ros. Пётр Яковлевич Максименко) – radziecki generał porucznik wojsk łączności, uczestnik II wojny światowej.
Jako szef łączności 1 Frontu Białoruskiego brał udział w operacji berlińskiej.